# Tobias Goldfarb

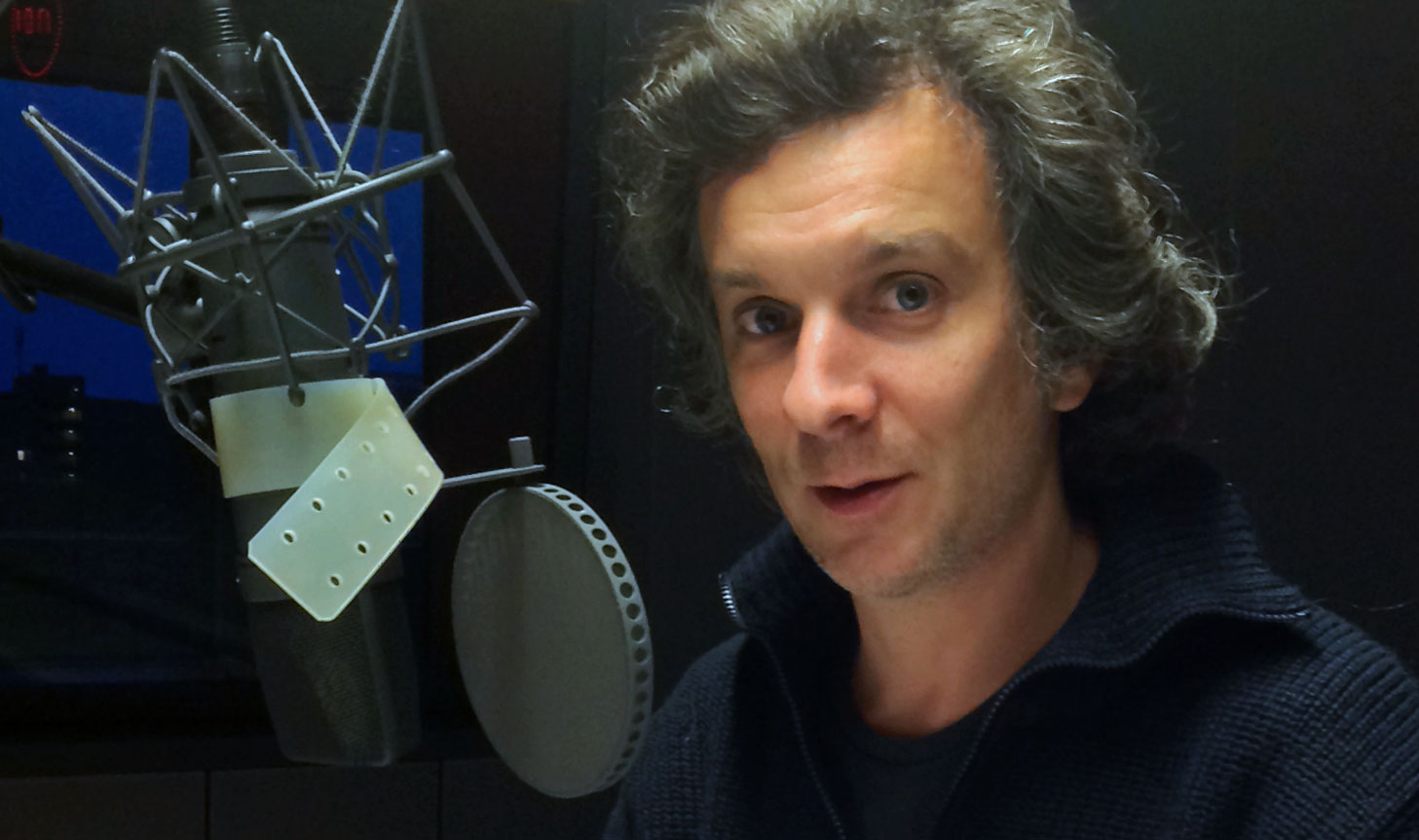
Tobias Goldfarb 2013 in einem Studio des Deutschlandfunks

Tobias Goldfarb (geb. Bungter, * 1974 in Bonn) ist ein deutscher Autor. Er lebt in Berlin und schreibt für Presse, Rundfunk und Theater seit 1992.

## Leben
Tobias Goldfarb studierte zunächst Komparatistik, Romanistik und Kunstgeschichte in Bonn, dann Schauspiel und Dramaturgie in Mexiko-Stadt, schließlich Journalismus an der City University London. Dort schloss er mit dem Master of Arts in International Journalism ab. Es folgten Praktika in Rundfunk- und Fernsehsendern in Essen, Köln, Inverness und Paris und eine Anstellung als Redakteur im Kinderfernsehen in München (Disney Channel, Disney Club).
Seit 2002 arbeitet er als freier Journalist für den Hörfunk (WDR, Deutschlandfunk) und als Autor und Regisseur fürs Theater. Goldfarbs Stücke wurden unter anderem am Hessischen Staatstheater Wiesbaden, am Deutschen Theater Göttingen und bei den Freilichtspielen Schwäbisch Hall aufgeführt. 2014 und 2015 führte er Regie bei den Bad Hersfelder Festspielen. Er schuf Kinderbuchreihen wie Leo & Leo und Kokolores & Co.
2014 heiratete er seine Lebensgefährtin Laura Goldfarb, die Zwillingsschwester von Lisa Quarg. Tobias Goldfarb lebt in Berlin am Prenzlauer Berg. Goldfarbs Vater ist der Rundfunkjournalist Georg Bungter.

## Werke (Auswahl)
- 2014: Don Quijote[4]
- 2016: Alice oder Nichts[5]
- 2018: Spekulatius der Weihnachtsdrache, illustriert von Martina Leykamm. Schneiderbuch, Berlin 2018
- 2020: Niemandsstadt
- 2021: Fonk 1: Geheimagent aus dem All, illustriert von Lisa Hänsch. Carlsen, Hamburg 2021, ISBN 978-3-551-65385-7
- 2021: Das Weihnachtsgespenst, illustriert von Verena Körting. arsEdition, München 2021, ISBN 978-3-845-84266-0

- 2022: Fonk 2: Ein Alien kommt selten allein, illustriert von Lisa Hänsch. Carlsen, Hamburg 2022, ISBN 978-3-551-65386-4
- 2022: Octavia, Tochter Roms: Gefahr in Germanien, illustriert von Maximilian Meinzold. arsEdition, München 2022, ISBN 978-3-845-84410-7
- 2022: Spekulatius der Weihnachtsdrache. Abenteuer auf der Weihnachtsinsel, illustriert von Milla Kerwien. Schneiderbuch, Berlin 2022
- 2022: Spekulatius der Weihnachtsdrache rettet das Fest, illustriert von Milla Kerwien. Schneiderbuch, Berlin 2022
- 2023: Waraka[6], illustriert von Lev Kaplan. Thienemann-Verlag, Stuttgart 2023, ISBN 978-3-522-20279-4

## Auszeichnungen
- 2022: Rattenfänger-Literaturpreis der Stadt Hameln für Niemandsstadt[7]